# Йоганн Нейманн
Йоганн Нейманн (нім. Johann Neumann) — австрійський футболіст, нападник.
З 1911 по 1923 рік захищав кольори команди «Вінер АК». Кращий бомбардир другого і третього розіграшів Віденської футбольної ліги: 1912/13 — 17 голів, 1913/14 — 25 голів. У 1915 році команда здобула єдиний у своїй історії титул чемпіона. Йоганн Нейманн брав участь лише в перших двох матчах турніру, але відзначився в них 10 забитими м'ячами. За «Вінер АК» виступав до 1923 року, провів 92 лігових матчі, 87 голів.
У складі національної збірної дебютував 10 вересня 1911 року. У Дрездені гості здобули перемогу над збірною Німеччини (2:1). Йоганн Нейманн на 25-й хвилині відкрив рахунок у матчі. До збірної Австрії викликався епізодично і за 12 років провів усього вісім матчів (два голи).
| Клуб       | Сезон   | Ліга | Ліга | Кубок | Кубок |
| Клуб       | Сезон   | Ігри | Голи | Ігри  | Голи  |
| ---------- | ------- | ---- | ---- | ----- | ----- |
| «Вінер АК» | 1911/12 | 19   | 16   | —     | —     |
| «Вінер АК» | 1912/13 | 17   | 17   | —     | —     |
| «Вінер АК» | 1913/14 | 18   | 25   | —     | —     |
| «Вінер АК» | 1914/15 | 2    | 10   | —     | —     |
| «Вінер АК» | 1920/21 | 17   | 8    | 1     | 1     |
| «Вінер АК» | 1921/22 | Д-2  | Д-2  | 1     | 0     |
| «Вінер АК» | 1922/23 | 19   | 11   | 3     | 3     |